# アタカ油田
アタカ油田（アタカゆでん）とは、インドネシア・カリマンタン（ボルネオ島）東方海上に位置する油田、ガス田のこと。バリクパパン北東のマカッサル海峡にあり、日本の国際石油開発、アメリカのユノカル社が50%ずつの権益を有している。

## 歴史
- 1970年 海底油田の発見
- 1972年 原油、天然ガスの産出開始
- 1977年 日産110,000バレルの原油生産量を記録
- 2001年 累計生産量6億バレル達成